# Marc Brickman
Marc Brickman (Filadelfia, 15 giugno 1953) è un designer statunitense, famoso per essere spesso stato l'autore dei giganteschi giochi di luce dei concerti dei Pink Floyd.

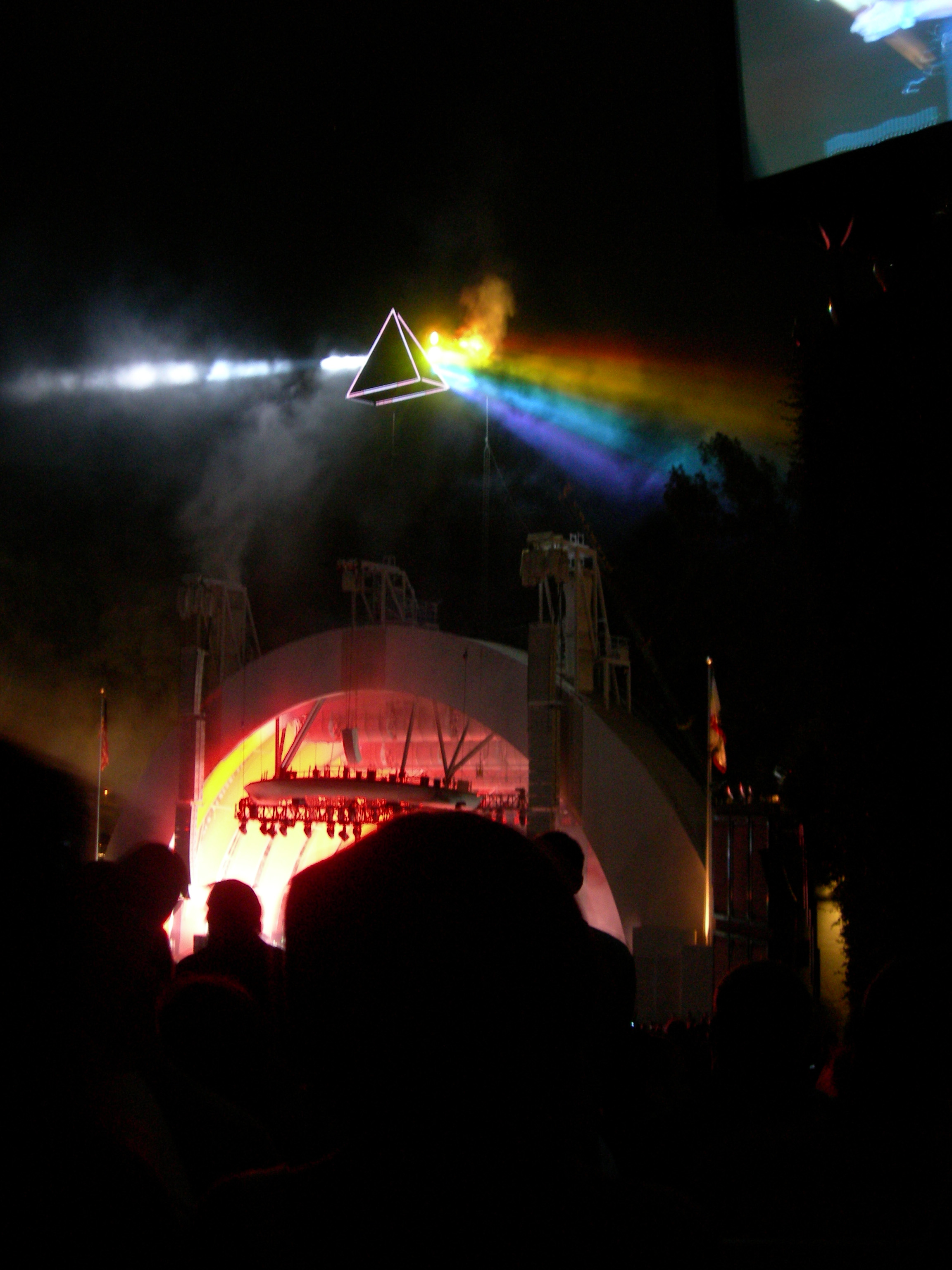
Giochi di luce creati da Brickman, durante un concerto di Roger Waters

I suoi lavori e il suo profilo sono stati caratterizzati da pubblicazioni e trasmissioni televisive come dal Times e dal programma 48 Hours. Riconosciuto come grande innovatore, Brickman, ha ricevuto delle nomination per il Premio Emmy e il CableACE Award, come Production Design, miglior direttore e Lighting Designer dell'anno (2004).